# Like Dogs
Like Dogs ist ein US-amerikanischer Horrorthriller aus dem Jahr 2021, geschrieben und inszeniert von Randy Van Dyke.

## Handlung
Lisa und Adam werden entführt und einem Verhaltensexperiment unterzogen, bei dem sie wie Hunde behandelt werden. Das Experiment wird von einem Universitätsprofessor, George, durchgeführt, der davon besessen ist, zu beweisen, dass Menschen nicht anders sind als Tiere.

## Produktion und Veröffentlichung
Regie führte Randy Van Dyke, der ebenfalls das Drehbuch schrieb. Die Produzenten waren Amos Burns und Kelly Faltis. Die Musik komponierte Rene G. Boscio und für die Kameraführung war Dakoda Smith verantwortlich. Für den Schnitt verantwortlich war Ryan Hoskins. In der Hauptrolle spielen Annabel Barrett und Ignacyo Matynia.
Der Film kam am 1. Oktober 2021 raus. Am 27. März 2022 erschien der Film in einer ungekürzten Fassung mit der Altersfreigabe „ab 18 Jahren“ in Deutschland.

## Rezeption
Evan Dossey vom Midwest Film Journal gab dem Film eine positive Bewertung.